# Letó
El letó (latviešu valoda) és una llengua del grup oriental de les llengües bàltiques parlada per 2,2 milions de persones principalment a Letònia, on és idioma oficial des de l'any 1989, dos anys abans de la seva declaració d'independència arran de la desaparició de la Unió Soviètica. S'escriu amb l'alfabet llatí modificat. El letó i el lituà són les úniques llengües que queden d'aquesta branca indoeuropea. Tanmateix, aquestes dues no són mútuament intel·ligibles.

## Història
Es creu que el letó, com el seu veí, el lituà, descendeix d'un avantpassat que s'ha batejat amb el nom de proto-balto-eslau. Sorgeix com a llengua al segle xvi, segons els primers documents escrits conservats (una col·lecció d'himnes religiosos traduïts de l'alemany feta pel pastor alemany Nicholas Ramn de Riga), si bé s'aprecien particularitats locals des de molt abans (restes de noms comuns als escrits llatins). El 1638 va aparèixer el primer diccionari letó-alemany.

## Característiques
És una llengua analítica i amb declinacions. Presenta tres dialectes principals i una forta influència del rus i de l'alemany, sobretot pel que fa a la sintaxi. Se sol considerar una de les dues llengües vives més arcaiques entre les de la família indoeuropea, després del lituà, per la seva retenció d'elements del protoindoeuropeu que han esdevingut arcaics i desaparegut de les famílies eslava, germànica, romànica, etc.
La majoria de les paraules porten l'accent prosòdic a la primera síl·laba. No existeix l'article (és a dir, māte pot voler dir "mare", "la mare" o "una mare"). L'ordre dels elements de la frase és subjecte, verb, objecte, malgrat que el seu caràcter declinatiu permet al parlant d'ordenar les oracions amb més llibertat que, per exemple, en català.

## Alfabet
La seva antiga ortografia estava basada en els sons de l'alemany al segle xx, quan se'n va crear una de més adequada a la fonètica de la llengua. Aquest és l'alfabet modern complet, de 33 lletres. El 1914 es va eliminar de l'escriptura oficial el dígraf uo (avui en dia és simplement o) i els dígrafs que es troben en ús actualment són els següents: ai, au, ei, ie, iu, ui, oj, dz, dž. El teclat letó també inclou la lletra ö, que només es feia servir en el dialecte latgalià, però que ha desaparegut de l'ús comú des de 1940. La y també es fa servir en aquest dialecte per transcriure un so que no existeix en letó estàndard. Històricament també es feia servir la lletra ŗ, però certs canvis fonètics en la llengua estàndard l'han fet innecessària, i com a conseqüència no es troba present a l'alfabet oficial des del 1957, data en la qual també es va eliminar el dígraf ch.
A més, entre les consonants amb trenc, anomenades mīkstais en letó i que representen sons palatals, ģ ha mogut el seu diacrític 180°, per conveniència a l'hora d'escriure. El seu equivalent en majúscules, però, encara s'escriu amb la seva versió regular.

### Majúscules
A 	Ā 	B 	C 	Č 	D 	E 	Ē 	F 	G 	Ģ 	H 	I 	Ī 	J 	K 	Ķ 	L 	Ļ 	M 	N 	Ņ 	O 	P 	R 	S 	Š 	T 	U 	Ū 	V 	Z 	Ž

### Minúscules
a 	ā 	b 	c 	č 	d 	e 	ē 	f 	g 	ģ 	h 	i 	ī 	j 	k 	ķ 	l 	ļ 	m 	n 	ņ 	o 	p 	r 	s 	š 	t 	u 	ū 	v 	z 	ž

## Sons

### Consonants
| Letó | AFI  | Equivalent català               | Exemple                    |
| ---- | ---- | ------------------------------- | -------------------------- |
| b    | [b]  | b (a començament de mot)        | bērns "nen"                |
| c    | [ts] | ts                              | cilvēks "home"             |
| č    | [tʃ] | tx, -ig                         | čakls "treballador (adj.)" |
| d    | [d]  | d (a començament de mot)        | diena "dia"                |
| f    | [f]  | f                               | fabrika "fàbrica"          |
| g    | [g]  | g                               | gribēt "voler"             |
| ģ    | [ɟ]  | com en català de Mallorca "gat" | ģimene "família"           |
| h    | [x]  | com la j castellana             | haoss "caos"               |
| j    | [j]  | com la i a "cuina" o "iode"     | jaka "jaqueta"             |
| k    | [k]  | c (a "cama")                    | kakls "coll"               |
| ķ    | [c]  | (no existeix en català)         | ķīmija "química"           |
| l    | [l]  | l catalana, l dura en rus       | labs "bo"                  |
| ļ    | [ʎ]  | com el dígraf "ll"              | ļoti "molt"                |
| m    | [m]  | m                               | maz "poc"                  |
| n    | [n]  | n                               | nākt 'venir'               |
| ņ    | [ɲ]  | ny                              | ņemt "agafar"              |
| p    | [p]  | p                               | pazīt "saber"              |
| r    | [r]  | com a "ram"                     | redzēt "veure"             |
| s    | [s]  | s a "soca"                      | sacīt "dir"                |
| š    | [ʃ]  | x a "xai" o "aixeta"            | šeit "aquí"                |
| t    | [t]  | t                               | tauta "poble"              |
| v    | [v]  | v en certs dialectes del català | valsts "estat"             |
| z    | [z]  | z o s a "cosa"                  | zināt "conèixer"           |
| ž    | [ʒ]  | j a "jardí"                     | žakete "abric, jaqueta"    |

### Vocals
| Letó | AFI             | Equivalent català                                         | Exemple                       |
| ---- | --------------- | --------------------------------------------------------- | ----------------------------- |
| a    | [a]             | a                                                         | akls "cec"                    |
| ā    | [aː]            | a llarga                                                  | ātrs "ràpid"                  |
| e    | [æ], [e]        | bé un so proper a l'e oberta, o e tancada                 | ezers 'mar'                   |
| ē    | [æː], [eː]      | versió llarga de l'anterior                               | ēst 'menjar'                  |
| i    | [i]             | i                                                         | ilgs 'llarg'                  |
| ī    | [iː]            | i llarga                                                  | īss 'curt'                    |
| o    | [uɐ], [o], [oː] | diftong semblant a "uo", o bé "o" tancada, curta o llarga | ozols "alzina", opera "òpera" |
| u    | [u]             | u                                                         | uguns 'foc'                   |
| ū    | [uː]            | u llarga                                                  | ūdens 'aigua'                 |

### Diftongs
Els diftongs del letó són ai, ei, ui, o, au i ie. A més, qualsevol vocal pot formar diftong quan és afegida la semiconsonant j (klajš) o v (tev).

## Gramàtica

### Substantius
Els substantius en letó es declinen per indicar les diferents funcions sintàctiques dins l'oració. Hi ha set casos diferents: nominatiu, genitiu, datiu, acusatiu, instrumental, locatiu i vocatiu. Determinats noms, però, no es poden declinar. Els substantius letons presenten dos gèneres, masculí (amb tres declinacions regulars) i femení (amb unes altres tres).
Un mot masculí de la primera declinació, draugs: "amic"
|           | Singular | Plural   |
| --------- | -------- | -------- |
| Nominatiu | draugs   | draugi   |
| Genitiu   | drauga   | draugu   |
| Datiu     | draugam  | draugiem |
| Acusatiu  | draugu   | draugus  |
| Locatiu   | draugā   | draugos  |

Un mot femení de la primera declinació, osta: "port"
|           | Singular | Plural |
| --------- | -------- | ------ |
| Nominatiu | osta     | ostas  |
| Genitiu   | ostas    | ostu   |
| Datiu     | ostai    | ostām  |
| Acusatiu  | ostu     | ostas  |
| Locatiu   | ostā     | ostās  |

### Adjectius
Els adjectius concorden en gènere, nombre i cas amb el nom al qual complementen. Però, a banda de les declinacions dels substantius, els adjectius letons presenten terminacions diferents segons es tracti d'adjectius definits o indefinits.

### Verbs
Hi ha tres conjugacions verbals en letó: l'infinitiu acaba en -ēt, -āt, -īt, -ot o -t. La conjugació presenta variació en persona, nombre, temps, mode i veu. Hi ha tres persones, dos nombres (singular i plural), dues veus (activa i passiva) i cinc modes verbals. Aquests són el mode indicatiu, l'imperatiu, el condicional, el subjuntiu, el quotatiu (usat per a l'estil indirecte) i el debitiu, que s'usa per expressar obligació. A més, els participis de passat presenten forma activa i passiva.
El present simple pot expressar-se en tots els modes i el present compost en tots menys en l'imperatiu (que en expressar ordres no admet accions ja acabades). El passat, tant simple com compost, només pot conjugar-se en indicatiu i en debitiu, expressant accions que van succeir o que van succeir perquè així havia de ser. El futur, per la seva banda, pot expressar-se en indicatiu, debitiu o subjuntiu segons el parlant cregui que és probable que succeeixi.
Molts verbs letons admeten preverbs, un prefix que s'afegeix davant l'arrel verbal i que reforça l'aspecte perfectiu del verb.
Formes de present del verb gribēt, de la segona conjugació.
|                 | Singular       | Plural          |
| --------------- | -------------- | --------------- |
| Primera persona | es gribu       | mēs gribam      |
| Segona persona  | tu gribi       | jūs gribat      |
| Tercera persona | viņš/viņa grib | viņi/viņas grib |

## Dialectes
Al letó hi ha tres dialectes principals: el livonià (no confondre amb l'idioma livonià), el letó central (base del letó estàndard) i l'alt letó. Cal no confondre aquests dialectes amb el curonià, el selià i el zemgalià, altres llengües de la mateixa branca que el letó, però extintes.

### Dialecte livonià
Aquest dialecte té el seu origen en les masses de livonians que, assimilats pels letons, començaren a parlar la llengua letona, important-hi trets de la seua llengua autòctona: el ja mencionat idioma livonià. El dialecte es subdivideix en el que es parla a la meitat nord de la regió històrica de Curlàndia i en el parlat a algunes parts de l'extrem nord de la regió històrica de Vidzeme. En el conjunt del dialecte cal destacar l'existència de dues entonacions possibles (llarga i curta), a banda de la tendència a escurçar les vocals finals. Aquest darrer tret provoca que les vocals breus a final de paraula desapareguin i les llarges esdevinguin curtes. Quant a les característiques morfològiques, el prefix -ie, que apareix fonamentalment a verbs amb el sentit de en o a (com el в rus), a aquest dialecte esdevé -e. Per exemple, iedot (donar, entregar a algú) passa a ser, en dialecte livonià, edot. A més, molts dels noms procedents d´aquesta zona (en ambdós gèneres) són creats ambs els sufixos -els i -ans.

### Dialecte central
El dialecte central va servir com a base per a la creació del letó estàndard. Es subdivideix en el que es parla a la major part de la regió històrica de Vidzeme (llevat de la part nord, on es parla el dialecte livonià), el parlat a la totalitat de Zemgale i el de la meitat sud de Curlàndia. Les varietats de Vidzeme i Zemgalia són més semblants entre elles, ja que la que s'empra a Curlàndia (propera a l'idioma kursenieki, que es parla a l'istme de Curlàndia) resulta més arcaica que les altres dues. Una mostra n'és el fet que a aquesta varietat del dialecte central (la de Curlàndia) encara es fa servir la variant amb trenc de la lletra R (Ŗ), encara que va ser descartada del letó estàndard el cinc de juny de 1946 i eliminada totalment de l'alfabet l'any 1957. Aquesta lletra representa la versió palatalitzada (/rʲ/) de la r. Per altra banda, a la varietat de Vidzeme existeixen tres entonacions (llarga, curta i descendent) mentres que a les de Zemgale i Curlàndia només n´hi ha dues.

### Alt letó
Aquest dialecte es el propi de les regions sud-orientals de Selònia i Letgàlia, a més de d'una petita part del sud de Vidzeme. Es subdivideix en dues variants: la seliana (on hi ha dues entonacions possibles: descendent o ascendent) i la no-seliana (on hi ha dues entonacions possibles: descendent o curta). De vegades, el nom letganià és utilitzat per referir-se a la variant no-seliana o, fins i tot, per nomenar el conjunt del dialecte de l'alt letó. Aquesta darrera pràctica no resulta del tot adient i precisa. A banda, molts dels parlants d'alt letó del sud de Vidzeme rebutgen dir letganià de la seua varietat. Respecte a aquesta qüestió, caldria remarcar les característiques especials de la regió de Letgàlia, ja que hi existeix una forta presència de població russa (especialment a la ciutat de Daugavpils). A més, a Letgàlia la religió majoritària es el catolicisme, mentres que a la resta del país n´és el luteranisme.

## Vocabulari i frases
| LETÓ         | CATALÀ                 |
| ------------ | ---------------------- |
| Ja           | Sí                     |
| Ne           | No                     |
| Sveiki       | Hola                   |
| Labdien      | Bon dia (en general)   |
| Labrit       | Bon dia (sols al matí) |
| Labvakar     | Bona tarda             |
| Ludzu        | Si us plau             |
| Paldies      | Gràcies                |
| Mani sauc    | Em dic...              |
| Ka tev iet   | Què tal?               |
| Es nesaprotu | No entenc              |

## Exemples

### El Pare Nostre en letó
Mūsu Tēvs debesīs!
Svētīts lai top Tavs vārds.
Lai nāk Tava valstība.
Tavs prāts lai notiek kā debesīs, tā arī virs zemes.
Mūsu dienišķo maizi dod mums šodien.
Un piedod mums mūsu parādus,
Kā arī mēs piedodam saviem parādniekiem.
Un neieved mūs kārdināšanā,
Bet atpestī mūs no ļauna.
Jo Tev pieder valstība, spēks un gods mūžīgi.
Āmen.